# Donatuskapelle (Roeser)

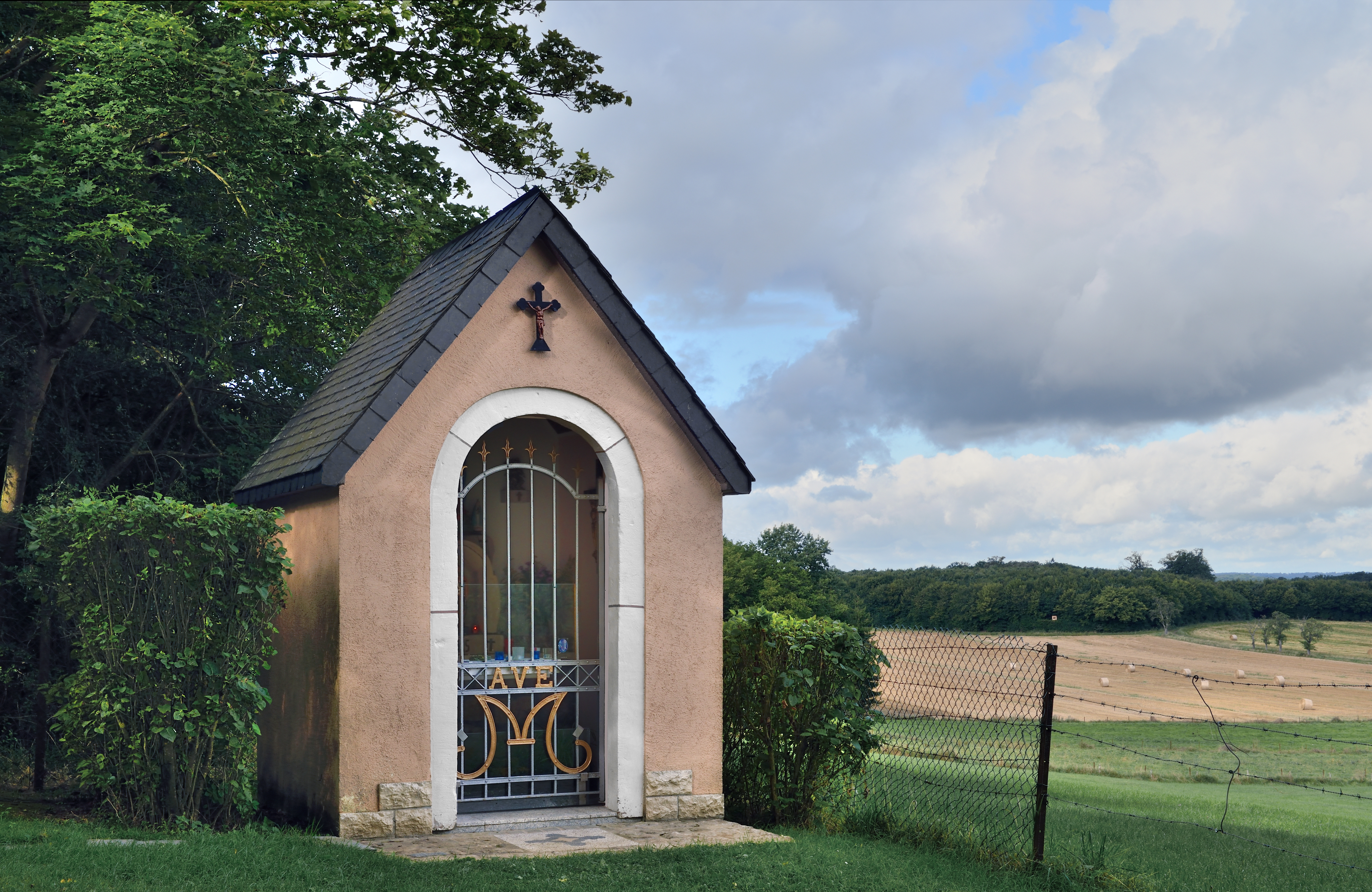
Donatuskapelle

Die Donatuskapelle ist eine römisch-katholische Kapelle in Roeser am Lieu-dit Gaalgebierg im Großherzogtum Luxemburg.

## Geschichte
Auf dem ehemaligen Galgenplatz, der von 1630 bis zur Französischen Revolution als Hinrichtungsstätte diente, befanden sich bereits früher Kapellen. Die kleine Kapelle wurde 1970 mutwillig zerstört und 1995 von der Familie Friedrich-Trausch als Donatuskapelle neu errichtet und gestaltet.

## Beschreibung

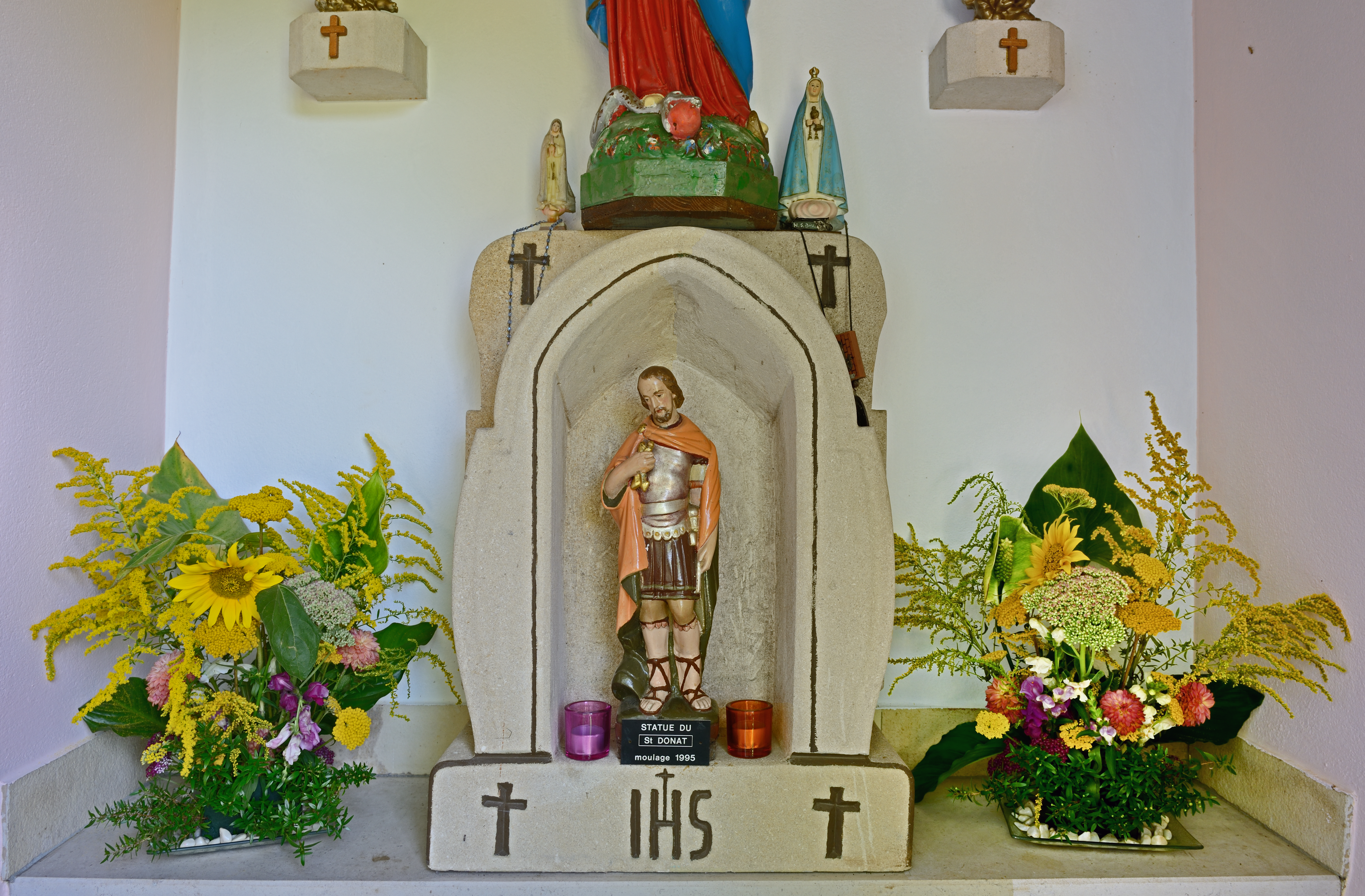
Statue des heiligen Donatus

Die Kapelle mit dem offenen Rundbogenportal ist etwa 2 bis 3 Meter hoch. Über dem Bogen der Frontseite ist ein Kruzifix angebracht. Im unteren Teil der Gittertür steht: AVE M (für Ave Maria). 
An der Stirnwand der Kapelle steht auf dem Altartisch in einer Ädikula, deren Basis die Inschrift IHS trägt, eine farbig gefasste Statue des heiligen Donatus von Münstereifel, gekleidet als römischer Soldat. Auf der Ädikula stehen drei weitere Figuren, eine Madonna mit der Schlange, flankiert von zwei kleinen von Privathand abgestellten Marienfigürchen, einer Lourdes- und einer Fatima-Madonna. Links und rechts über dem Altar sind zwei kleine Barockengel.